# Tilt (UOL)
Tilt é o canal do UOL sobre tecnologia, substituindo o UOL Tecnologia. Estreou em 13 de agosto de 2019.

## Histórico
Tilt estreou em 13 de agosto de 2019, substituindo o UOL Tecnologia. A plataforma funciona com cinco pilares editoriais.  “Fique por dentro”, que traz notícias fáceis para manter o público atualizado sobre as principais novidades, “Tec a seu favor”, que mostra como a tecnologia facilita a nossa rotina, “Novos Hábitos”, que traz as pessoas para compartilhar suas experiências com a tecnologia, “Papo Cabeça”, que aborda o impacto da tecnologia e sua evolução na sociedade e “Ficção Científica”, que analisa o que há de mais inovador e avançado na tecnologia atual. Além disso, estreou 8/80, que mostra como pessoas interagem com gadgets e aplicativos, e “Made in Brazil”, sobre protótipos inovadores fabricados no Brasil.
Em março de 2020, estreou o "Deu Tilt", podcast do canal conduzido por Ricardo Cavallini. A primeira temporada durou oito episódios e contou com participação de Iberê Thenório, Drauzio Varella e Márvio Lúcio. A segunda temporada estreou em agosto do mesmo ano, em parceria com a Oi. A terceira temporada estreou em 30 de abril de 2021.
Em 22 de julho de 2021, estreou o "Tilt Lab Day", transmissão online apresentada pelo youtuber Will Marchiori com participações do repórter Guilherme Tagiaroli, o streamer Farahoh e o professor em engenharia de sistemas eletrônicos Marcelo Zuffo que avaliou quatro modelos de smart TV. Outras edições do programa avaliaram o melhor smartwatch, fone de ouvido, air fryer e aspirador robô.

## Colunas
- Helton Simões Gomes
- Blog do Dunker
- Carlos Affonso Souza
- Felipe Zmoginski
- Diogo Cortiz[14][15]

## Reportagens
Em 21 de setembro de 2021, o projeto "Origens: Quem não sabe de onde veio não sabe para onde vai", sobre testes de ancestralidade no Brasil, ganhou o prêmio "Respeito e Diversidade" do Conselho Nacional do Ministério Público, na modalidade Imprensa, categoria Jornal Impresso, Revista impressa e Webjornalismo. O projeto fez testes de DNA em personalidades como o sambista Péricles, a escritora Eliana Alves Cruz, a funkeira MC Carol, o comediante Yuri Marçal, o vereador Fernando Holiday, a apresentadora Maju Coutinho, a escritora Conceição Evaristo, a atleta Daiane dos Santos, o ator Babu Santana, entre outros.

## Eventos
Em maio de 2021, a Tilt participou da segunda edição do The Developer's Conference (TDC), maior conferência de profissionais de tecnologia do Brasil. Em 2022, a Tilt participou dos quatro eventos da TDC: Connection, Innovation, Business e Future.